# 庫裏
庫裏（くり）とは、仏教寺院における伽藍のひとつ。庫裡とも書く。裡は裏の俗字であり、どちらも“うち”や“なか”を意味する。また庫院ともいう。

## 概要
寺院の僧侶の居住する場所、また寺内の時食を調える、つまり台所も兼ねる場合がある。なお現代では、その多くは僧侶の居住する場所をいうことが多い。
庫裏は大規模寺院では独立した建物であるが、一般寺院では寺の事務を扱う寺務所と兼用となっていることが多い。一般の民家とよく似た建物も多い。
歴史ある寺院では、文化財に指定されているものもある。禅宗の寺院では、伽藍の守護として韋駄天が祀られていることがある。

## 大庫裏と小庫裏
禅寺では、学僧を中心として住僧以下の僧侶や仏前に供える食事を調理する場所で僧堂と兼ねる。これを大庫裏（大庫院）という。これに対し、方丈建築の近傍に設けられるものを小庫裏（小庫院）といい、住持の内侍や客院などの厨房を指す。